# توميسلاف بولييتش
توميسلاف بولييتش (بالكرواتية: Tomislav Puljić) (مواليد 21 مارس 1983) هو لاعب كرة قدم كرواتي ، يجيد اللعب في مركز قلب الدفاع ، ويلعب حاليًا لنادي لوتسيرن السويسري.

## روابط خارجية
- توميسلاف بولييتش على موقع قاعدة بيانات كرة القدم.إي يو (الإنجليزية)
- توميسلاف بولييتش على موقع Soccerway.com (الإنجليزية)
- توميسلاف بولييتش على موقع عالم كرة القدم.نت (الإنجليزية)

- Tomislav Puljić